# 1148
Portal Geschichte | Portal Biografien | Aktuelle Ereignisse | Jahreskalender | Tagesartikel

◄ |
11. Jahrhundert |
12. Jahrhundert
| 13. Jahrhundert | ►

◄ |
1110er |
1120er |
1130er |
1140er
| 1150er | 1160er | 1170er | ►

◄◄ |
◄ |
1144 |
1145 |
1146 |
1147 |
1148
| 1149 | 1150 | 1151 | 1152 | ► | ►►
Staatsoberhäupter  · Nekrolog
| Januar | Januar | Januar | Januar | Januar | Januar | Januar | Januar |
| Kw     | Mo     | Di     | Mi     | Do     | Fr     | Sa     | So     |
| ------ | ------ | ------ | ------ | ------ | ------ | ------ | ------ |
| 1      |        |        |        | 1      | 2      | 3      | 4      |
| 2      | 5      | 6      | 7      | 8      | 9      | 10     | 11     |
| 3      | 12     | 13     | 14     | 15     | 16     | 17     | 18     |
| 4      | 19     | 20     | 21     | 22     | 23     | 24     | 25     |
| 5      | 26     | 27     | 28     | 29     | 30     | 31     |        |

| Februar | Februar | Februar | Februar | Februar | Februar | Februar | Februar |
| Kw      | Mo      | Di      | Mi      | Do      | Fr      | Sa      | So      |
| ------- | ------- | ------- | ------- | ------- | ------- | ------- | ------- |
| 5       |         |         |         |         |         |         | 1       |
| 6       | 2       | 3       | 4       | 5       | 6       | 7       | 8       |
| 7       | 9       | 10      | 11      | 12      | 13      | 14      | 15      |
| 8       | 16      | 17      | 18      | 19      | 20      | 21      | 22      |
| 9       | 23      | 24      | 25      | 26      | 27      | 28      | 29      |

| März | März | März | März | März | März | März | März |
| Kw   | Mo   | Di   | Mi   | Do   | Fr   | Sa   | So   |
| ---- | ---- | ---- | ---- | ---- | ---- | ---- | ---- |
| 10   | 1    | 2    | 3    | 4    | 5    | 6    | 7    |
| 11   | 8    | 9    | 10   | 11   | 12   | 13   | 14   |
| 12   | 15   | 16   | 17   | 18   | 19   | 20   | 21   |
| 13   | 22   | 23   | 24   | 25   | 26   | 27   | 28   |
| 14   | 29   | 30   | 31   |      |      |      |      |

| April | April | April | April | April | April | April | April |
| Kw    | Mo    | Di    | Mi    | Do    | Fr    | Sa    | So    |
| ----- | ----- | ----- | ----- | ----- | ----- | ----- | ----- |
| 14    |       |       |       | 1     | 2     | 3     | 4     |
| 15    | 5     | 6     | 7     | 8     | 9     | 10    | 11    |
| 16    | 12    | 13    | 14    | 15    | 16    | 17    | 18    |
| 17    | 19    | 20    | 21    | 22    | 23    | 24    | 25    |
| 18    | 26    | 27    | 28    | 29    | 30    |       |       |

| Mai | Mai | Mai | Mai | Mai | Mai | Mai | Mai |
| Kw  | Mo  | Di  | Mi  | Do  | Fr  | Sa  | So  |
| --- | --- | --- | --- | --- | --- | --- | --- |
| 18  |     |     |     |     |     | 1   | 2   |
| 19  | 3   | 4   | 5   | 6   | 7   | 8   | 9   |
| 20  | 10  | 11  | 12  | 13  | 14  | 15  | 16  |
| 21  | 17  | 18  | 19  | 20  | 21  | 22  | 23  |
| 22  | 24  | 25  | 26  | 27  | 28  | 29  | 30  |
| 23  | 31  |     |     |     |     |     |     |

| Juni | Juni | Juni | Juni | Juni | Juni | Juni | Juni |
| Kw   | Mo   | Di   | Mi   | Do   | Fr   | Sa   | So   |
| ---- | ---- | ---- | ---- | ---- | ---- | ---- | ---- |
| 23   |      | 1    | 2    | 3    | 4    | 5    | 6    |
| 24   | 7    | 8    | 9    | 10   | 11   | 12   | 13   |
| 25   | 14   | 15   | 16   | 17   | 18   | 19   | 20   |
| 26   | 21   | 22   | 23   | 24   | 25   | 26   | 27   |
| 27   | 28   | 29   | 30   |      |      |      |      |

| Juli | Juli | Juli | Juli | Juli | Juli | Juli | Juli |
| Kw   | Mo   | Di   | Mi   | Do   | Fr   | Sa   | So   |
| ---- | ---- | ---- | ---- | ---- | ---- | ---- | ---- |
| 27   |      |      |      | 1    | 2    | 3    | 4    |
| 28   | 5    | 6    | 7    | 8    | 9    | 10   | 11   |
| 29   | 12   | 13   | 14   | 15   | 16   | 17   | 18   |
| 30   | 19   | 20   | 21   | 22   | 23   | 24   | 25   |
| 31   | 26   | 27   | 28   | 29   | 30   | 31   |      |

| August | August | August | August | August | August | August | August |
| Kw     | Mo     | Di     | Mi     | Do     | Fr     | Sa     | So     |
| ------ | ------ | ------ | ------ | ------ | ------ | ------ | ------ |
| 31     |        |        |        |        |        |        | 1      |
| 32     | 2      | 3      | 4      | 5      | 6      | 7      | 8      |
| 33     | 9      | 10     | 11     | 12     | 13     | 14     | 15     |
| 34     | 16     | 17     | 18     | 19     | 20     | 21     | 22     |
| 35     | 23     | 24     | 25     | 26     | 27     | 28     | 29     |
| 36     | 30     | 31     |        |        |        |        |        |

| September | September | September | September | September | September | September | September |
| Kw        | Mo        | Di        | Mi        | Do        | Fr        | Sa        | So        |
| --------- | --------- | --------- | --------- | --------- | --------- | --------- | --------- |
| 36        |           |           | 1         | 2         | 3         | 4         | 5         |
| 37        | 6         | 7         | 8         | 9         | 10        | 11        | 12        |
| 38        | 13        | 14        | 15        | 16        | 17        | 18        | 19        |
| 39        | 20        | 21        | 22        | 23        | 24        | 25        | 26        |
| 40        | 27        | 28        | 29        | 30        |           |           |           |

| Oktober | Oktober | Oktober | Oktober | Oktober | Oktober | Oktober | Oktober |
| Kw      | Mo      | Di      | Mi      | Do      | Fr      | Sa      | So      |
| ------- | ------- | ------- | ------- | ------- | ------- | ------- | ------- |
| 40      |         |         |         |         | 1       | 2       | 3       |
| 41      | 4       | 5       | 6       | 7       | 8       | 9       | 10      |
| 42      | 11      | 12      | 13      | 14      | 15      | 16      | 17      |
| 43      | 18      | 19      | 20      | 21      | 22      | 23      | 24      |
| 44      | 25      | 26      | 27      | 28      | 29      | 30      | 31      |

| November | November | November | November | November | November | November | November |
| Kw       | Mo       | Di       | Mi       | Do       | Fr       | Sa       | So       |
| -------- | -------- | -------- | -------- | -------- | -------- | -------- | -------- |
| 45       | 1        | 2        | 3        | 4        | 5        | 6        | 7        |
| 46       | 8        | 9        | 10       | 11       | 12       | 13       | 14       |
| 47       | 15       | 16       | 17       | 18       | 19       | 20       | 21       |
| 48       | 22       | 23       | 24       | 25       | 26       | 27       | 28       |
| 49       | 29       | 30       |          |          |          |          |          |

| Dezember | Dezember | Dezember | Dezember | Dezember | Dezember | Dezember | Dezember |
| Kw       | Mo       | Di       | Mi       | Do       | Fr       | Sa       | So       |
| -------- | -------- | -------- | -------- | -------- | -------- | -------- | -------- |
| 49       |          |          | 1        | 2        | 3        | 4        | 5        |
| 50       | 6        | 7        | 8        | 9        | 10       | 11       | 12       |
| 51       | 13       | 14       | 15       | 16       | 17       | 18       | 19       |
| 52       | 20       | 21       | 22       | 23       | 24       | 25       | 26       |
| 53       | 27       | 28       | 29       | 30       | 31       |          |          |

| Januar | Januar | Januar | Januar | Januar | Januar | Januar | Januar |
| Kw     | Mo     | Di     | Mi     | Do     | Fr     | Sa     | So     |
| ------ | ------ | ------ | ------ | ------ | ------ | ------ | ------ |
| 1      |        |        |        | 1      | 2      | 3      | 4      |
| 2      | 5      | 6      | 7      | 8      | 9      | 10     | 11     |
| 3      | 12     | 13     | 14     | 15     | 16     | 17     | 18     |
| 4      | 19     | 20     | 21     | 22     | 23     | 24     | 25     |
| 5      | 26     | 27     | 28     | 29     | 30     | 31     |        |

| Februar | Februar | Februar | Februar | Februar | Februar | Februar | Februar |
| Kw      | Mo      | Di      | Mi      | Do      | Fr      | Sa      | So      |
| ------- | ------- | ------- | ------- | ------- | ------- | ------- | ------- |
| 5       |         |         |         |         |         |         | 1       |
| 6       | 2       | 3       | 4       | 5       | 6       | 7       | 8       |
| 7       | 9       | 10      | 11      | 12      | 13      | 14      | 15      |
| 8       | 16      | 17      | 18      | 19      | 20      | 21      | 22      |
| 9       | 23      | 24      | 25      | 26      | 27      | 28      | 29      |

| März | März | März | März | März | März | März | März |
| Kw   | Mo   | Di   | Mi   | Do   | Fr   | Sa   | So   |
| ---- | ---- | ---- | ---- | ---- | ---- | ---- | ---- |
| 10   | 1    | 2    | 3    | 4    | 5    | 6    | 7    |
| 11   | 8    | 9    | 10   | 11   | 12   | 13   | 14   |
| 12   | 15   | 16   | 17   | 18   | 19   | 20   | 21   |
| 13   | 22   | 23   | 24   | 25   | 26   | 27   | 28   |
| 14   | 29   | 30   | 31   |      |      |      |      |

| April | April | April | April | April | April | April | April |
| Kw    | Mo    | Di    | Mi    | Do    | Fr    | Sa    | So    |
| ----- | ----- | ----- | ----- | ----- | ----- | ----- | ----- |
| 14    |       |       |       | 1     | 2     | 3     | 4     |
| 15    | 5     | 6     | 7     | 8     | 9     | 10    | 11    |
| 16    | 12    | 13    | 14    | 15    | 16    | 17    | 18    |
| 17    | 19    | 20    | 21    | 22    | 23    | 24    | 25    |
| 18    | 26    | 27    | 28    | 29    | 30    |       |       |

| Mai | Mai | Mai | Mai | Mai | Mai | Mai | Mai |
| Kw  | Mo  | Di  | Mi  | Do  | Fr  | Sa  | So  |
| --- | --- | --- | --- | --- | --- | --- | --- |
| 18  |     |     |     |     |     | 1   | 2   |
| 19  | 3   | 4   | 5   | 6   | 7   | 8   | 9   |
| 20  | 10  | 11  | 12  | 13  | 14  | 15  | 16  |
| 21  | 17  | 18  | 19  | 20  | 21  | 22  | 23  |
| 22  | 24  | 25  | 26  | 27  | 28  | 29  | 30  |
| 23  | 31  |     |     |     |     |     |     |

| Juni | Juni | Juni | Juni | Juni | Juni | Juni | Juni |
| Kw   | Mo   | Di   | Mi   | Do   | Fr   | Sa   | So   |
| ---- | ---- | ---- | ---- | ---- | ---- | ---- | ---- |
| 23   |      | 1    | 2    | 3    | 4    | 5    | 6    |
| 24   | 7    | 8    | 9    | 10   | 11   | 12   | 13   |
| 25   | 14   | 15   | 16   | 17   | 18   | 19   | 20   |
| 26   | 21   | 22   | 23   | 24   | 25   | 26   | 27   |
| 27   | 28   | 29   | 30   |      |      |      |      |

| Juli | Juli | Juli | Juli | Juli | Juli | Juli | Juli |
| Kw   | Mo   | Di   | Mi   | Do   | Fr   | Sa   | So   |
| ---- | ---- | ---- | ---- | ---- | ---- | ---- | ---- |
| 27   |      |      |      | 1    | 2    | 3    | 4    |
| 28   | 5    | 6    | 7    | 8    | 9    | 10   | 11   |
| 29   | 12   | 13   | 14   | 15   | 16   | 17   | 18   |
| 30   | 19   | 20   | 21   | 22   | 23   | 24   | 25   |
| 31   | 26   | 27   | 28   | 29   | 30   | 31   |      |

| August | August | August | August | August | August | August | August |
| Kw     | Mo     | Di     | Mi     | Do     | Fr     | Sa     | So     |
| ------ | ------ | ------ | ------ | ------ | ------ | ------ | ------ |
| 31     |        |        |        |        |        |        | 1      |
| 32     | 2      | 3      | 4      | 5      | 6      | 7      | 8      |
| 33     | 9      | 10     | 11     | 12     | 13     | 14     | 15     |
| 34     | 16     | 17     | 18     | 19     | 20     | 21     | 22     |
| 35     | 23     | 24     | 25     | 26     | 27     | 28     | 29     |
| 36     | 30     | 31     |        |        |        |        |        |

| September | September | September | September | September | September | September | September |
| Kw        | Mo        | Di        | Mi        | Do        | Fr        | Sa        | So        |
| --------- | --------- | --------- | --------- | --------- | --------- | --------- | --------- |
| 36        |           |           | 1         | 2         | 3         | 4         | 5         |
| 37        | 6         | 7         | 8         | 9         | 10        | 11        | 12        |
| 38        | 13        | 14        | 15        | 16        | 17        | 18        | 19        |
| 39        | 20        | 21        | 22        | 23        | 24        | 25        | 26        |
| 40        | 27        | 28        | 29        | 30        |           |           |           |

| Oktober | Oktober | Oktober | Oktober | Oktober | Oktober | Oktober | Oktober |
| Kw      | Mo      | Di      | Mi      | Do      | Fr      | Sa      | So      |
| ------- | ------- | ------- | ------- | ------- | ------- | ------- | ------- |
| 40      |         |         |         |         | 1       | 2       | 3       |
| 41      | 4       | 5       | 6       | 7       | 8       | 9       | 10      |
| 42      | 11      | 12      | 13      | 14      | 15      | 16      | 17      |
| 43      | 18      | 19      | 20      | 21      | 22      | 23      | 24      |
| 44      | 25      | 26      | 27      | 28      | 29      | 30      | 31      |

| November | November | November | November | November | November | November | November |
| Kw       | Mo       | Di       | Mi       | Do       | Fr       | Sa       | So       |
| -------- | -------- | -------- | -------- | -------- | -------- | -------- | -------- |
| 45       | 1        | 2        | 3        | 4        | 5        | 6        | 7        |
| 46       | 8        | 9        | 10       | 11       | 12       | 13       | 14       |
| 47       | 15       | 16       | 17       | 18       | 19       | 20       | 21       |
| 48       | 22       | 23       | 24       | 25       | 26       | 27       | 28       |
| 49       | 29       | 30       |          |          |          |          |          |

| Dezember | Dezember | Dezember | Dezember | Dezember | Dezember | Dezember | Dezember |
| Kw       | Mo       | Di       | Mi       | Do       | Fr       | Sa       | So       |
| -------- | -------- | -------- | -------- | -------- | -------- | -------- | -------- |
| 49       |          |          | 1        | 2        | 3        | 4        | 5        |
| 50       | 6        | 7        | 8        | 9        | 10       | 11       | 12       |
| 51       | 13       | 14       | 15       | 16       | 17       | 18       | 19       |
| 52       | 20       | 21       | 22       | 23       | 24       | 25       | 26       |
| 53       | 27       | 28       | 29       | 30       | 31       |          |          |

## Ereignisse

### Politik und Weltgeschehen

#### Königreich England
- Englischer Bürgerkrieg von 1135 bis 1154: Im englischen Thronstreit weicht Königin Matilda nach neun Jahren Kampf gegen Stephan I. von Blois nach Falaise auf französischen Boden zurück.

#### Iberische Halbinsel
- Die Almohaden unter Abd al-Mu'min erobern Córdoba und weite Teile von Al-Andalus von den Almoraviden.

#### Kreuzzüge
- März: Von einer schweren Krankheit genesen nimmt der deutsche König Konrad III. den Seeweg von Konstantinopel nach Palästina.

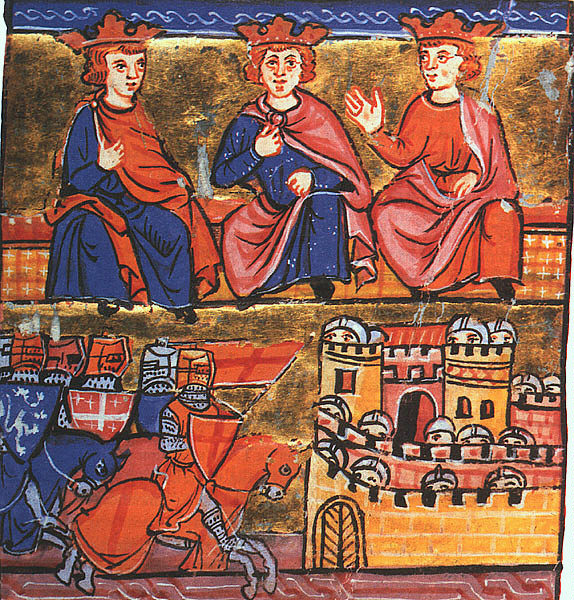
Die drei Könige beschließen den Angriff auf Damaskus

- 24. Juni: Konrad III. und König Ludwig VII. von Frankreich, die Anführer des Zweiten Kreuzzugs, treffen einander nach einigen Niederlagen gegen die Seldschuken in Akkon und halten zusammen mit König Balduin III. von Jerusalem ein Konzil ab, um über das weitere Vorgehen zu beraten. Nach kontroverser Beratung einigen sich die Kreuzfahrer darauf, Damaskus zu belagern. Die Stadt ist den Kreuzfahrern gegenüber eigentlich neutral und ein Feind Nur ad-Dins und zahlt sogar Tribut an die Kreuzfahrer. Allerdings erscheint sie auch als lohnendes Ziel, da sie wohlhabend und nahe gelegen ist und kein allzu starkes Militär hat. Damaskus ist auch strategisch interessant, da deren Eroberung die muslimischen Reiche Syriens von denen in Ägypten abschneiden würde.

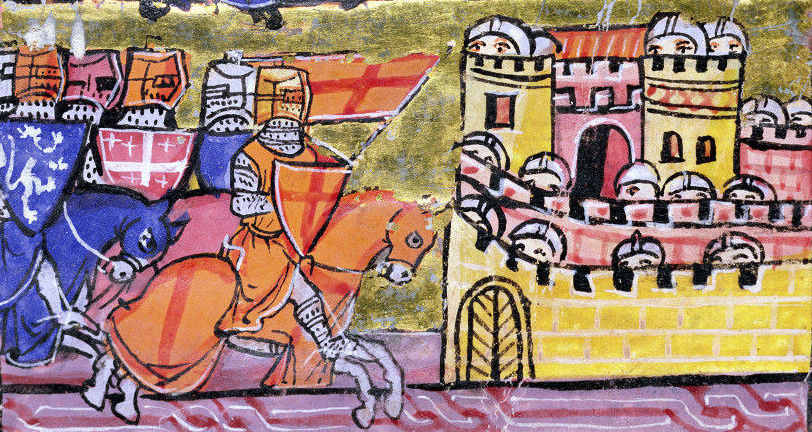
Belagerung von Damaskus, Darstellung aus dem 13. Jh.

- 23. Juli: Im Zweiten Kreuzzug beginnt die Belagerung von Damaskus durch die vereinigten Heere der Könige Balduin III., Konrad III. und Ludwig VII. Der dort im Namen des noch minderjährigen Emirs Mudschir ad-Din Abaq regierende Wesir Unur schickt einen Boten nach Aleppo, um Nur ad-Dins Hilfe zu erbitten.
- 28. Juli: Die Kreuzfahrer brechen die Belagerung von Damaskus am fünften Tag ab, nachdem bekannt wird, dass Nur ad-Din mit einem Heer heranzieht. Die Uneinigkeit der drei christlichen Könige über den Fortgang des Zweiten Kreuzzugs legt den Keim für dessen späteres Scheitern. Konrad III. zieht mit seinen Truppen nach Askalon, doch ohne die Hilfe der zerstrittenen Verbündeten ist sein deutsches Kontingent nicht in der Lage, die Stadt zu belagern. Er kehrt im September nach Konstantinopel zurück und verbündet sich dort mit dem byzantinischen Kaiser.

#### Urkundliche Ersterwähnungen
Die Orte Albligen, Aggsbach, Bösensell, Cadenberge, Châtillon, Court, Fontenais, Giesel, Guggisberg, Guttenberg (Oberfranken), Hauterive, Hinterzarten, Ichertswil, Iffwil, Kaufdorf, Konolfingen, Kickach, Krieglach, Lohnstorf, Loveresse, Malleray, Niederhünigen, Nonnenwerth, Oberdischingen, Oberhünigen, Oberschrot, Offenburg, Ortenberg (Baden), Ottensheim, Plaffeien, Rebeuvelier, Riggisberg, Rocourt, Röthenbach im Emmental, Sorvilier, Soulce, St. Silvester, Trimstein und Wacken werden erstmals urkundlich erwähnt.

### Wissenschaft und Technik
- Beginn der Eindeichung der Haseldorfer Marsch durch Holländer

### Kultur und Religion
- März: Papst Eugen III. beruft das Konzil zu Reims ein, um die dogmatischen Vorschläge Gilbert von Poitiers’ verurteilen zu lassen, die Abtei Sainte-Geneviève in Paris zu reformieren, und verschiedene politische Fragen zu entscheiden.
- Hartwig I. Graf von Stade wird Erzbischof von Bremen. Er folgt dem am 25. August verstorbenen Adalbero in dieses Amt.
- Petrus Lombardus beginnt mit seinem Hauptwerk, den Libri quattuor sententiarum, dem bedeutendsten Sentenzenbuch des Mittelalters.

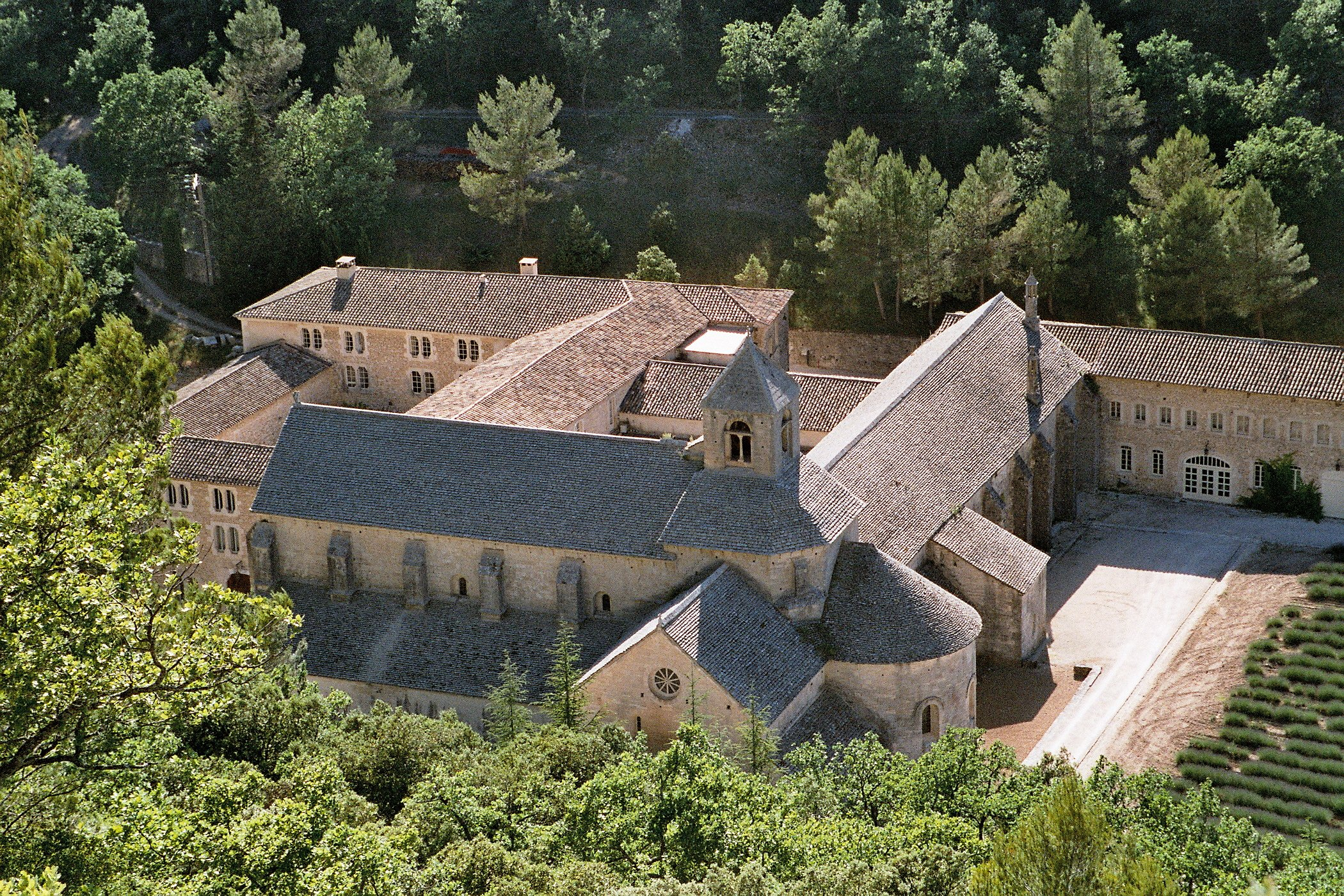
Abtei Sénanque

- Gründung der Zisterzienserabtei Notre-Dame de Sénanque
- Mit der Eroberung von al-Bara durch die gegen die Kreuzfahrer kämpfenden Muslime geht auch das Bistum Albara nach rund 50 Jahren endgültig unter.

## Geboren

### Genaues Geburtsdatum unbekannt
- Künden, Person des tibetischen Buddhismus († 1217)
- Ōe no Hiromoto, japanischer Hofadliger († 1225)
- Qiu Chuji, chinesischer Daoist und Reisender († 1227)

### Geboren um 1148
- Béla III., König von Ungarn, König von Kroatien, Dalmatien und Rama († 1196)
- 1148 oder 1151: Urraca von Portugal, Königsgemahlin des Königreichs León († nach 1211)

## Gestorben

### Todesdatum gesichert
- 6. Januar: Gilbert de Clare, 1. Earl of Pembroke, anglo-normannischer Adeliger (* 1100)
- 11. Januar: Anselm de Craon, Bischof von London
- 24. Januar: Ascelin, Bischof von Rochester
- 10. Februar: Simon von Vermandois, Bischof von Tournai und Bischof von Noyon
- 10. Juli: Otto, Bischof von Prag
- 20. August: Wilhelm II., Graf von Nevers
- 25. August: Adalbero von Bremen, Erzbischof von Bremen und Hamburg
- 30. August: Amadeus III., Graf von Savoyen (* 1092 oder 1095)
- 8. September: Wilhelm von Saint-Thierry, Kirchenschriftsteller (* zwischen 1075 und 1080)
- 17. September: Conan III., Herzog der Bretagne und Graf von Nantes (* 1095)
- 30. September: Magnús Einarsson, Bischof von Skálholt in Island (* 1098)
- 2. November: Malachias, christlicher Heiliger (* um 1094)
- 9. November: Ari Þorgilsson, Islands erster Historiker (* um 1067)
- 10. November: Reginbert von Hagenau, Bischof von Passau

### Genaues Todesdatum unbekannt
- zwischen Februar und Juli: Pietro Polani, 36. Doge von Venedig (* um 1098)
- vor dem 14. März: Uthred, walisischer Geistlicher
- um den 16. April: Roger de Clinton, Bischof von Coventry
- April: Alfons Jordan, Graf von Toulouse (* 1103)
- Juli/August: Adolf von Berg, deutscher Adliger und Kreuzfahrer (* zwischen 1120 und 1127)
- nach dem 8. September: Udo I. von Thüringen, Bischof von Naumburg (* 1090)
- Bernard, Bischof von St. Davids
- Érard III., Graf von Breteuil
- Guido IV., Vizegraf von Limoges und Kreuzfahrer
- Hedwig von Gudensberg, Gaugräfin in Hessen (* 1098)
- Ibn al-ʿArabī al-Maʿāfirī, malikitischer Rechtsgelehrter und islamischer Theologe (* 1076)
- Rainald II., Graf von Tonnerre und Kreuzfahrer
- Rainald III., Graf von Burgund (* um 1093)
- Ulvhild Håkonsdatter, Königin von Schweden und Dänemark (* 1095/1100)
- Walter II., Herr von Châtillon
- William de Warenne, 3. Earl of Surrey, anglo-normannischer Adeliger (* 1119)